# Das Duo: Blutiges Geld
Blutiges Geld ist ein deutscher Fernsehfilm von Peter Keglevic aus dem Jahr 2005. Es handelt sich um den 8. Filmbeitrag der ZDF-Kriminalfilmreihe Das Duo.

## Handlung
Kommissarin Marion Ahrens wird zum Opfer eines Diebes. Während eines Einkaufs stiehlt ein junger Mann ihre Handtasche und rennt davon. Ahrens verfolgt ihn, kollidiert aber an einer Kreuzung mit einem Transporter, sodass sie verletzt ins Krankenhaus gebracht werden muss. Ihre Kollegin Lizzy Krüger übernimmt daher den nächsten Fall zunächst allein. Rebecca Lange, die stellvertretende Chefin der Lübecker Agentur für Arbeit wird nach einem Fenstersturz tot auf der Straße gefunden. Da sie kurz zuvor einen heftigen Streit mit einem ihrer Klienten hatte, gerät dieser unter Verdacht, die Frau aus dem Fenster gestoßen zu haben. Der Lebensgefährte, Klaus Schindler, beschuldigt allerdings den Exfreund von Rebecca, da dieser seine Freundin in der Vergangenheit mehrfach bedroht hätte. Die beiden haben ein gemeinsames Kind, auf welches er als Vater Ansprüche geltend machen will.
Nachdem Kommissarin Ahrens wieder einsatzfähig ist, kommen die Ermittlerinnen einem Abrechnungsbetrug des Referatsleiters des Arbeitsamtes, Dr. Schuster, in Millionenhöhe auf die Spur. Darin verwickelt sind Klaus Schindler und Lorch, der Leiter eines Fortbildungsinstituts für Arbeitslose. Es gelingt den Kommissarinnen den dreien ein Geständnis zu entlocken. Rebecca Lange war in den Betrug mit involviert und hatte vor „auszusteigen“, um mit dem Vater ihres Kindes wieder zusammen zu sein. Damit sie diesem Ausstieg Nachdruck verleihen konnte, hatte sie brisante Daten gesammelt und erpresste Schindler und Lorch. Im Streit um diese Dateien war Rebecca aus dem Fenster gestürzt. Schindler wollte ihr zu Hilfe eilen, doch als er von der Schwerverletzten nur den Namen ihres Exfreundes hörte, verlor er die Nerven und tötete sie.

## Produktionsnotizen
Blutiges Geld wurde in Lübeck gedreht und am 16. April 2005 um 20:15 Uhr im ZDF erstausgestrahlt.

## Kritik
Die Kritiker der Fernsehzeitschrift TV Spielfilm vergaben eine mittlere Wertung (Daumen zur Seite) und befanden: „Im Kern 'ne gute Story, aber zu aufgebläht“.